# 미셸 키건
미셸 키건(Michelle Keegan, 1987년 6월 3일 ~ )은 잉글랜드의 배우, 모델이다.